# Pinnaspis yamamotoi
Pinnaspis yamamotoi är en insektsart som beskrevs av Sadao Takagi 1965. Pinnaspis yamamotoi ingår i släktet Pinnaspis och familjen pansarsköldlöss. Inga underarter finns listade i Catalogue of Life.